# SN 1971H
SN 1971H – supernowa odkryta 18 kwietnia 1971 roku w galaktyce A112054+2818. W momencie odkrycia miała maksymalną jasność 18,00m.